# García I de Vasconia
García I Jiménez (vasco: Gartzia Semeno, Gascon: Gassia Semen, francés: Garsias y Garsie Siguin) fue duque de Vasconia como líder de los Gascones desde 816 a su muerte en 819. Sucedió a Jimeno I, que fue depuesto por Ludovico Pío en 816 y García fue elegido para reemplazarle.
En 817, Ludovico Pío confía el reino de Aquitania a su hijo Pipino I, quien asistido por sus parientes Guerin de Auvernia, y Bernardo de Septimania, comete numerosas maldades, asesinando a obispos y a señores locales.
García fue sucedido en 818 por Lope III. Ambos se rebelaron contra Pipino, pero fueron vencidos.